# Jorge Achucarro
Jorge Daniel Achucarro (Fernando de la Mora, 7 de noviembre de 1981) es un exfutbolista y actual entrenador paraguayo. Jugaba de delantero. Actualmente dirige en las inferiores de Cerro Porteño.

## Trayectoria

### Como jugador
Jorge comenzó su carrera profesional en 1998 en el Club Cerro Porteño, donde jugó 257 partidos (215 por campeonatos paraguayos y 42 por Copas Internacionales) y marcó 55 goles (47 campeonato paraguayo y 8 por copas) donde logró varios campeonatos jugando por el Ciclón de Barrio Obrero y así ser uno de los más mimados por la afición Azulgrana.
A finales del año 2007 fue transferido al Atlas de Guadalajara de México por casi 2.000.000 U$$ (Dos millones de dólares).
En 2009, Newell's lo contrata en reemplazo de su exdelantero paraguayo Santiago Salcedo, excompañero suyo en Cerro Porteño. Con el conjunto leproso logró el subcampeonato del Torneo Apertura 2009. Anotó 8 goles en 31 juegos en el conjunto Rosarino.
A mediados de 2010, Achu regresa al Atlas de Guadalajara. En el conjunto Mexicano anotó 11 goles en 41 juegos.
En enero de 2011, es adquirido por el Club Atlético Banfield, luego de que esta institución adquiriese el 100% de los derechos federativos y el 50% del pase. Tuvo un buen año 2011 con Banfield. En el 2012 el club tuvo una fuerte crisis dirigencial e institucional lo que derivó a salarios de meses atrasados y el descenso del club a la Segunda División de Argentina. Achu logra rescindir con Banfield y queda como jugador libre. Anotó 5 goles en 41 partidos en dicho club.
En agosto de 2012, firmó por un año con el Club Atlético Colón de Argentina donde permanece hasta finales de junio del 2013. En el Sabalero disputó entre Torneo Local y Copa Sudamericana 2012 12 partidos anotando 1 gol.
En agosto del 2013 acordó por un año con Nacional. El equipo paraguayo llegó a la final de la Copa Libertadores 2014 y fue subcampeón. Achucarro estuvo en el plantel hasta los cuartos de final y luego finalizó su contrato.
En julio del 2014 arregló por 6 meses con el 12 de Octubre para intentar salvar del descenso al conjunto Itaugueño. La misión fue muy difícil debido al mal puntaje en el primer semestre del año. El 12 de Octubre descendió a la División Intermedia. "Achu" disputó casi todos los partidos del Torneo Clausura anotando 1 gol.
El 22 de enero del 2015 llegó a un acuerdo con el Deportivo Capiatá y firmó por 1 año. Debutó oficialmente con Capiatá en la Fecha 3 del Torneo Apertura contra el Club Olimpia donde convirtió un gol en el último minuto del encuentro para la victoria 2-1 del Deportivo Capiatá. El 1 de julio de 2015 rescindió su contrato por una oferta del Chacarita Juniors. En el Depor anotó 3 goles en 14 presentaciones.
El 2 de julio del 2015 arregló por 6 meses con el Chacarita Juniors que juega en la Segunda División de Argentina. Debutó oficialmente en el Funebrero el 8 de julio en la derrota 4-1 frente a Club Atlético Unión (Mar del Plata) donde Achucarro anotó el único gol de Chacarita y luego terminó siendo expulsado. En el Funebrero anotó 9 goles en 17 partidos, 8 de los 9 goles hizo en el Campeonato Primera B y uno lo hizo en Copa Argentina. Fue una de las figuras claves del conjunto de Chacarita para su permanencia en la categoría, su deseo, el de la dirigencia y de la gente era que continúe en el club, pero al no llegar a un acuerdo económico no renovó.
El 18 de diciembre del 2015 llegó a un acuerdo con Boca Unidos que en la temporada 2016 jugará en la Segunda División de Argentina. El contrato firmado es de 1 año y medio. Anotó su primer gol el 6 de marzo en la derrota 4-3 ante Gimnasia de Jujuy. El 27 de junio del 2016 rescindió contrato con Boca Unidos donde disputó 15 partidos y anotó 2 goles.
En julio del 2016 llegó a un acuerdo con el Club General Díaz de la Primera División de Paraguay. Debutó con el conjunto aviador el 7 de agosto y lo hizo con un gol, en la victoria 2-1 ante Nacional en el Torneo Clausura.
En enero del 2017 se incorporó al Rubio Ñu de la Primera División de Paraguay. Anotó su primer gol para Rubio Ñu el 22 de abril de 2017 en el empate 3-3 frente a su clásico rival Sportivo Trinidense.
En julio del 2017, rescindió contrato con Rubio Ñu tras inconvenientes originados por la dirigencia, y arregló por un año con el Deportivo Capiatá de la Primera División de Paraguay. Anotó su primer gol el 13 de agosto, en la derrota frente al Club Guaraní.
En el 2019 jugó en la Liga Regional de Areguá, consagrándose campeón con el club 8 de Septiembre.
"Achu", como se lo conoce normalmente, es muy recordado por los hinchas de Cerro Porteño por la cantidad goles que siempre anotó en el Clásico Paraguayo, donde convirtió 7 goles. Además anotó varios goles en distintos clásicos que disputó, un gol en el Clásico del Sur jugando para Banfield, un gol en el Clásico Rosarino jugando para Newell's y un gol en el Clásico de Trinidad a favor de Rubio Ñu.

### Como entrenador
A finales de agosto de 2019 asumió como entrenador de la Sub-16 de Cerro Porteño. El 9 de octubre, Víctor Bernay asume como entrenador interino de Cerro Porteño tras la salida de Miguel Ángel Russo. Achu fue confirmado como uno de sus asistentes, al igual que José Domingo Salcedo. El 14 de octubre de 2019 asume como entrenador de la categoría reserva de Cerro Porteño.

## Selección nacional
Achucarro jugó algunos partidos de las eliminatorias para Sudáfrica 2010, donde realizó su debut oficial con la selección paraguaya. Oficialmente tiene 10 partidos disputados con la albirroja.
El 4 de mayo de 2010, se dio la lista preliminar de 30 jugadores para disputar la Copa Mundial de Fútbol de 2010; Achucarro estaba entre ellos, pero finalmente la lista definitiva fue de 23 jugadores y quedó descartado.

## Clubes

### Como jugador
| Club                      | País      | Año       | PJ  | Goles |
| ------------------------- | --------- | --------- | --- | ----- |
| Cerro Porteño             | Paraguay  | 1998-2007 | 257 | 55    |
| Atlas                     | México    | 2008-2009 | 45  | 11    |
| Newell's Old Boys         | Argentina | 2009-2010 | 31  | 8     |
| Banfield                  | Argentina | 2011-2012 | 41  | 5     |
| Colón                     | Argentina | 2012-2013 | 12  | 1     |
| Nacional                  | Paraguay  | 2013-2014 | 21  | 1     |
| 12 de Octubre             | Paraguay  | 2014      | 19  | 1     |
| Deportivo Capiatá         | Paraguay  | 2015      | 14  | 3     |
| Chacarita Juniors         | Argentina | 2015      | 17  | 9     |
| Boca Unidos               | Argentina | 2016      | 15  | 2     |
| General Díaz              | Paraguay  | 2016      | 15  | 3     |
| Rubio Ñu                  | Paraguay  | 2017      | 20  | 3     |
| Deportivo Capiatá         | Paraguay  | 2017      | 13  | 1     |
| Sportivo Trinidense       | Paraguay  | 2018      |     |       |
| 8 de septiembre de Aregua | Paraguay  | 2019      |     |       |

### Como entrenador
| Club                       | País     | Año       |
| -------------------------- | -------- | --------- |
| Cerro Porteño (Inferiores) | Paraguay | 2020-Act. |

## Palmarés

### Campeonatos nacionales
| Título          | Club          | País     | Año  |
| --------------- | ------------- | -------- | ---- |
| Torneo Apertura | Cerro Porteño | Paraguay | 2001 |
| Torneo Clausura | Cerro Porteño | Paraguay | 2001 |
| Torneo Clausura | Cerro Porteño | Paraguay | 2004 |
| Torneo Apertura | Cerro Porteño | Paraguay | 2005 |
| Torneo Clausura | Cerro Porteño | Paraguay | 2005 |
| Torneo Clausura | Cerro Porteño | Paraguay | 2006 |